# Jacques Boyceau
Jacques Boyceau de la Barauderie, (ca. 1562 i Saint-Jean-d’Angély - ca. 1634 i Paris) var en fransk landskabsarkitekt, Ludvig 13.s hofgartner.
Han regnes som forløberen for den klassiske franske have før André Le Nôtre